# Caso Al-Qadir Trust
O caso Al-Qadir Trust refere-se a um processo judicial envolvendo Imran Khan, o líder do partido político Pakistan Tehreek-e-Insaf (PTI) e ex-primeiro-ministro. O caso centra-se em acusações de corrupção e abuso de autoridade em relação a um acordo entre a administração do PTI e um magnata do setor imobiliário, que teria custado ao tesouro nacional £ 190 milhões. O caso está atualmente sob investigação do National Accountability Bureau.
O caso Al-Qadir Trust é um dos vários processos de corrupção que foram movidos contra Khan e seus associados desde que foi deposto do poder em abril de 2022. Ele nega todas as acusações de irregularidades, afirmando terem motivação política e de atacá-lo por causa de sua oposição ao governo.

## Antecedentes
Um magnata imobiliário, Malik Riaz Hussain, teve ativos no valor de £ 190 milhões apreendidos pela National Crime Agency (NCA) do Reino Unido durante a administração do PTI. Os ativos seriam transferidos para o governo paquistanês, segundo a NCA. O acordo com o magnata imobiliário foi considerado como um assunto civil e não indicava culpa.
Em 3 de dezembro de 2019, o então primeiro-ministro Imran Khan recebeu aprovação de seu gabinete para uma resolução com a agência criminal do Reino Unido, sem revelar os detalhes do acordo privado. Conforme o acordo, o dinheiro seria apresentado à Suprema Corte em nome do magnata imobiliário.
Nas semanas que se seguiram à decisão, ocorreu o estabelecimento da Universidade Al-Qadir em Islamabad. Os   líderes do PTI foram nomeados como membros da fundação: Zulfi Bukhari, Babar Awan, Bushra Bibi e o amigo íntimo de Khan, Farah Khan. O magnata supostamente cedeu o terreno para a construção de uma instituição educacional em troca de proteção legal para o dinheiro que tinha.

## Investigação e acusações
O caso Al-Qadir Trust foi objeto de uma investigação do National Accountability Bureau (NAB), o órgão anticorrupção do Paquistão, que se concentrou em alegações de abuso de autoridade no processo de recuperação de dinheiro da agência criminal do Reino Unido. Após o surgimento de evidências significativas, a investigação evoluiu para um inquérito completo.
O caso implicou Imran Khan, Bushra Bibi, o advogado Shahzad Akbar e o magnata do setor imobiliário como suspeitos. As alegações contra eles incluem aceitar vantagens não autorizadas na forma de terrenos para a construção da Universidade Al-Qadir, modificar o dinheiro fornecido pela NCA ao governo paquistanês e supostamente fornecer proteção legal para o dinheiro do magnata imobiliário.
O órgão anticorrupção paquistanês alegou que Khan e sua esposa Bushra Bibi usaram sua influência como primeiro-ministro e primeira-dama para pressionar o governo a devolver £ 190 milhões (50 bilhões de rupias paquistanesas) de uma imobiliária, Bahria Town, que havia sido confiscada pelo governo do Reino Unido em 2019 por lavagem de dinheiro. Alegou ainda que Khan e Bibi usaram o dinheiro para comprar terras para o Al-Qadir Trust, uma organização não governamental que eles fundaram em 2018, em troca da legalização do dinheiro lavado. O fundo administra uma universidade fora de Islamabad dedicada à espiritualidade e aos ensinamentos islâmicos.

## Ações legais
Em 9 de maio de 2023, os oficiais dos Rangers Paquistaneses detiveram Imran Khan fora do Supremo Tribunal de Islamabad, onde havia solicitado fiança em vários casos movidos contra si, incluindo o caso Al-Qadir Trust. Em 11 de maio, porém, a Suprema Corte decidiu que sua prisão era ilegal e ordenou sua libertação.
Imran Khan obteve liberdade provisória pelo Supremo Tribunal de Islamabad no caso Al-Qadir Trust por um período de duas semanas, e o tribunal também proibiu prendê-lo em qualquer outro caso até 15 de maio.

### Resultado
No mesmo dia da prisão, protestos violentos e tumultos eclodiram em todo o país, inclusive em Islamabad, Karachi, Lahore e Peshawar, resultando em oito mortes.